# Прапор Каунаського повіту
Прапор Каунаського повіту (лит. Kauno apskritis vėliava) є офіційним символом Каунаського повіту, одного з повітів Литовської Республіки.

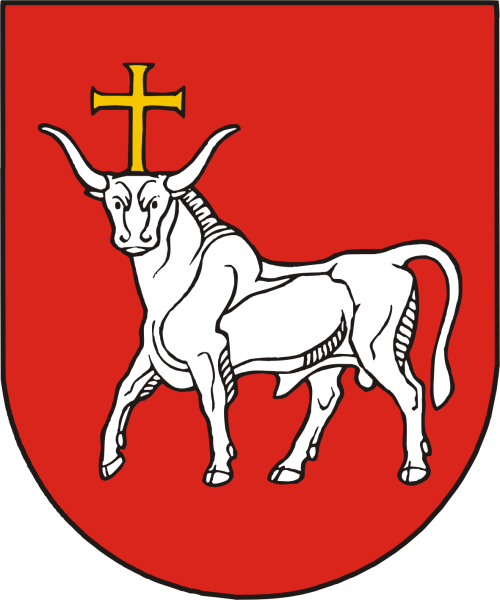
Герб Каунаса

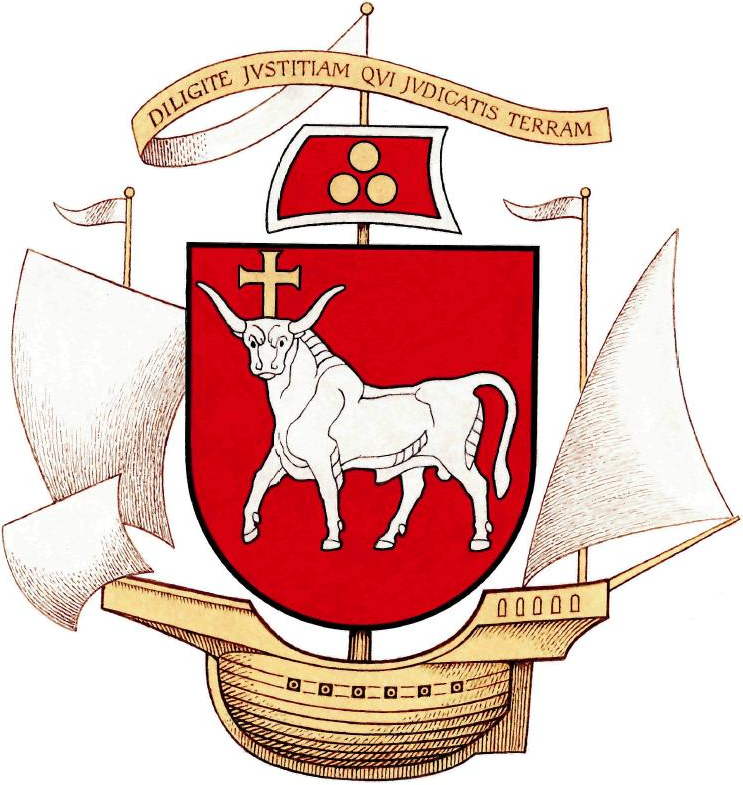
Великий герб Каунаса

Герб Ягеллонів

## Опис
Прапор становить собою прямокутне полотнище зі співвідношенням ширини до довжини як 5:6. На червоному полі срібна голова тура анфас, із золотим хрестом поміж рогами; на синій облямівці десять золотих литовських подвійних хрестів.

## Історія
Прапор Каунаського повіту затверджено Декретом президента Литви за № 159 від 16 липня 2003 року.
Автор еталонного зображення — художник Роландас Римкунас.

## Зміст
Каунаський повіт у XVI-XVIII століттях використовував печатки з зображенням литовської Погоні. Однак було вирішено розробити новий герб. Тур з хрестом поміж рогами фігурує на гербі міста Каунаса. Тому для повіту було обрано подібний мотив, залишивши лише голову тура з хрестом. Червоний колір означає боротьбу за свободу.
Синя облямівка з десятьма ягеллонськими хрестами (хрестами з чотирма раменами) — загальний елемент для прапорів повітів Литви. Ягеллонський хрест символізує Литву, число 10 вказує на кількість повітів, золото в синьому полі — традиційні кольори ягеллонського хреста.